# Paul Stecken

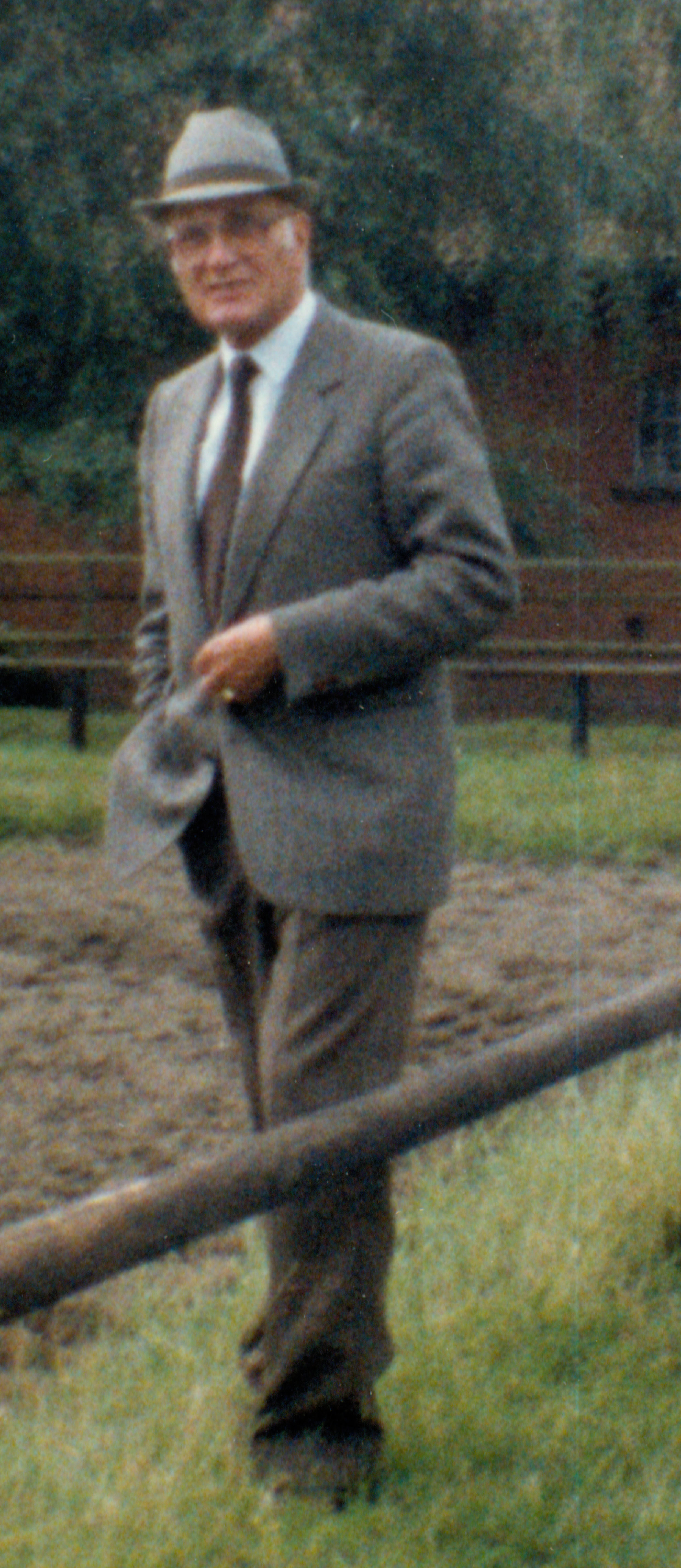
Paul Stecken, 1985

Paul Stecken (* 29. Juni 1916 in Münster, Westfalen; † 15. September 2016 ebenda) war ein deutscher Ausbilder von Pferden, Reitern und Reitlehrern. Weiter war er Cheftrainer von vielen Profi- und Meistermannschaften, Trainer von mehreren Olympiasiegern sowie Welt- und Europameistern der Reiter.

## Leben

Verabschiedung Paul Stecken

Seine grundlegende und prägende Ausbildung erhielt Major a. D. Paul Stecken im Reiter-Regiment 15 der Reichswehr beziehungsweise im Kavallerie-Regiment 15 der Wehrmacht.  Paul Stecken diente vor dem Zweiten Weltkrieg unter Edwin Graf von Rothkirch im Reiter-Regiment 15 und war bei Kriegsende noch Angehöriger des Kav.Rgt.15 Paderborn. Auf Grund einer schweren kriegsbedingten Verwundung wurde Stecken letzter Inspektionschef der Offizier-Reitschule Paderborn. Seine damaligen Ausbilder waren Edwin Graf von Rothkirch und Trach, Hermann von Nagel und Rolf Lippert. In allen Jahren seiner Ausbildertätigkeit achtete er deshalb streng darauf, Reiter und Pferde nach der Reitvorschrift H.Dv.12 auszubilden. Im Jahre 1950 übernahm er von seinem Vater Heinrich Stecken die Leitung der Westfälischen Reit- und Fahrschule. Am 8. Dezember 1985 wurde er mit einer Feier in der großen Reithalle der Westfälischen Reit- und Fahrschule verabschiedet.
Danach widmete er sich, genauso wie vorher, fast ausschließlich der Ausbildung von Pferden und Reitern, unter anderem in der Unterrichtung der Auszubildenden beim Westfälischen Pferdestammbuch und bei weiteren, oft international erfolgreichen Spitzenreitern. Am 27. Juli 2006 wurde Paul Stecken für seine Dienste die Goldene Plakette der Landwirtschaftskammer Nordrhein-Westfalen verliehen. Stecken war Mitglied des Ehrenrates der 2006 gegründeten „Xenophon e. V. – Gesellschaft für Erhalt und Förderung der klassischen Reitkultur“.
Untrennbar mit Paul Stecken ist sein vielfach zitierter Ausspruch „Richtig reiten reicht“ verbunden, der seine Überzeugung als kompromissloser Verfechter der klassischen Reitlehre widerspiegelt.

## Trainerkarriere
Stecken förderte die Ausbildung von Reiner Klimke in der Westfälischen Reit- und Fahrschule zusammen mit dessen Championatspferd Fortunat (Vielseitigkeitsreiten). Das Pferd Fortunat stand lange Jahre in der Westfälischen Reit- und Fahrschule und erreichte trotz des Einsatzes im Hochleistungssport, durch die gründliche und schonende Ausbildung, unter Anleitung von Paul Stecken, ein hohes Alter von mehr als 35 Jahren. Auch Klimkes Tochter Ingrid Klimke wurde von Stecken bis zu seinem Tode trainiert.
Reitmeister Horst Karsten wurde in der Westfälischen Reit- und Fahrschule von Paul Stecken, auch durch die Entdeckung und das Training seines Olympiapferdes Sioux, bis zur Teilnahme an den Olympischen Spielen in München 1972 gefördert (Vielseitigkeitsreiten). Auch Sioux erreichte ein hohes Alter von 28 Jahren und stand den Lehrlingen der Westfälischen Reit- und Fahrschule lange als gesundes Lehrpferd zur Verfügung.

## Lebenswerk
Durch den Lehrgangsbetrieb der Westfälischen Reit- und Fahrschule war Paul Stecken prägend für die Reitausbildung in Deutschland. Er leitete die Ausbildung von 12.000 Lehrgangsteilnehmern, davon wurden 2.000 als Reitlehrer ausgebildet. Die Ausbildung von 108 Pferdewirten Schwerpunkt Reiten (Lehrberuf) ermöglichte es ihm diese, an die Reitvorschrift H.Dv.12 angelehnte Reitausbildung über den Weg der Berufsausbildung weltweit zu verbreiten. Bei der Erstellung und Überarbeitung der Richtlinien für Reiten und Fahren des FN-Verlages wurde dieses Wissen durch seine Mitarbeit in die neuere Literatur übernommen. Als eine der drei Ausbildungsstätten (Deutsche Reitschule Warendorf, Olympiareitanlage in München-Riem, Westfälische Reit- und Fahrschule) für den Abschlusslehrgang und Prüfung als Pferdewirtschaftsmeister, konnte Paul Stecken auch dadurch (2–3 Lehrgänge pro Jahr) auf die Ausbildung der Berufsreiter und Trainer im Reitsport maßgeblich einwirken.
Paul Stecken verfasste eine Vielzahl von Artikeln und Aufsätzen. Unter dem Titel „Bemerkungen und Zusammenhänge“ hat er seine Erkenntnisse zur Entwicklung der Ausbildung und des Dressursports im Jahr 2015 in einem Buch veröffentlicht.